# Kanton Béziers-1
Der Kanton Béziers-1 ist seit 1790 ein französischer Wahlkreis im Arrondissement Béziers, im Département Hérault und in der Region Okzitanien; sein Hauptort ist Béziers.

## Gemeinden
Der Kanton besteht aus sechs Gemeinden und Gemeindeteilen mit insgesamt 43.063 Einwohnern (Stand: 1. Januar 2022) auf einer Gesamtfläche von 146,41 km²:
| Gemeinde            | Einwohner 1. Januar 2022 | Fläche km² | Dichte Einw./km² | Code INSEE | Postleitzahl |
| ------------------- | ------------------------ | ---------- | ---------------- | ---------- | ------------ |
| Béziers             | 20.223                   | 26,15      | 773              | 34032      | 34500        |
| Lespignan           | 3.355                    | 22,92      | 146              | 34135      | 34710        |
| Nissan-lez-Enserune | 4.077                    | 29,74      | 137              | 34183      | 34440        |
| Sérignan            | 8.437                    | 27,45      | 307              | 34299      | 34410        |
| Valras-Plage        | 4.300                    | 2,35       | 1.830            | 34324      | 34350        |
| Vendres             | 2.671                    | 37,80      | 71               | 34329      | 34350        |
| Kanton Béziers-1    | 43.063                   | 146,41     | 294              | 3402       | –            |

1. ↑   Nur der südwestliche Teil der Gemeinde, der Rest verteilt sich auf die Kantone Béziers-2 und Béziers-3.

Bis zur landesweiten Neuordnung der französischen Kantone im März 2015 gehörte zum Kanton Béziers-1 nur ein Teil der Gemeinde Béziers. Er besaß vor 2015 den INSEE-Code 3404.